# Повязка Дезо
Повязка Дезо — иммобилизирующая бинтовая (реже гипсовая) повязка, применяемая при несложных переломах ключицы, переломах плечевой кости, вывихах плеча, а также в реабилитационный период , фиксирующая плечо и предплечье к туловищу и создающая тягу за плечевой сустав и дистальный отломок ключицы с помощью ватно-марлевого валика, помещённого в подмышечной области. При этом плечо фиксируется на туловище турами бинта, затем повязка охватывает больное плечо, продолжается вниз на спине, огибает локоть снизу и косо направляется вверх в подмышечную впадину здоровой стороны, откуда перекидывается на больное плечо и снова направляется вниз.
Разработана и названа по имени французского хирурга Пьера Дезо (1744—1795).
Не требует медицинской подготовки для наложения.